# John Hill (productor discográfico)
John Graham Hill es un rapero, productor discográfico, compositor, remezclador y músico estadounidense.
Fue nominado a Productor del año, no clásico en la 57.ª entrega de los Premios Grammy.
Ha trabajado en Sonora Recorders en Los Feliz, California.

## Discografía
| Artista                  | Publicación | Compañía discográfica | Participación                                |
| ------------------------ | --- | --------------------- | -------------------------------------------- |
| BANKS                    | "Poltergeist" de The Altar | Harvest               | Coescritor                                   |
| AlunaGeorge              | "Jealous" y "Wanderlust" de I Remember                                                                                          | Island                | Productor y coescritor                       |
| Florence and the Machine | "What Kind of Man" de How Big, How Blue, How Beautiful                                                                          | Universal             | Productor y coescritor                       |
| Elle King                | "Where the Devil Don't Go" y "Song of Sorrow"                                                                                   | RCA                   | Productor                                    |
| Charli XCX               | "Gold Coins" y "Breaking Up" | Neon Gold/Atlantic    | Productor                                    |
| Eminem                   | "Guts Over Fear (feat. Sia)" | Shady/Interscope      | Productor                                    |
| Kimbra                   | "Goldmine" | Warner Brothers       | Productor                                    |
| Bleachers                | Strange Desire | RCA                   | Productor                                    |
| Birdy                    | "All You Never Say" | Atlantic              | Productor                                    |
| Birdy y Jaymes Young     | "Best Shot" | Atlantic              | Productor                                    |
| Mr Little Jeans          | "Mercy" y "Don't Run" | Harvest               | Productor                                    |
| Tune-Yards               | "Real Thing" | 4AD                   | Additional Production                        |
| Tune-Yards               | "Water Fountain" | 4AD                   | Coproductor                                  |
| Christina Perri          | "Burning Gold" y "I Don't Wanna Break"                                                                                          | Atlantic              | Productor                                    |
| Skaters                  | Manhattan | Warner Brothers       | Productor                                    |
| Shakira                  | "Can't Remember to Forget You feat. Rihanna"                                                                                    | RCA                   | Productor y escritor                         |
| Phantogram               | Voices | Republic              | Productor                                    |
| Bleachers                | "I Wanna Get Better" | RCA                   | Productor                                    |
| Phantogram               | "Fall in Love" | Universal Republic    | Productor                                    |
| Phantogram               | "Lights" | Universal Republic    | Productor                                    |
| Skaters                  | "Deadbolt" | Warner Brothers       | Productor                                    |
| Phantogram               | Phantogram – EP | Universal Republic    | Productor                                    |
| The Vaccines             | Melody Calling – EP | Columbia UK           | Productor y remezclador                      |
| Empire of the Sun        | "DNA" | Capitol               | Coescritor                                   |
| Mikky Ekko               | "Kids" - Single | RCA                   | Coproductor y coescritor                     |
| Mayer Hawthorne          | "Robot Love" | Universal Republic    | Coproductor y coescritor                     |
| Mayer Hawthorne          | "Fool" | Universal Republic    | Productor                                    |
| Snoop Lion               | Torn Apart feat. Rita Ora | RCA                   | Productor y coescritor                       |
| Wavves                   | Afraid of Heights | Mom + Pop             | Productor                                    |
| Pink                     | "All We All We Are" | RCA                   | Productor y coescritor                       |
| Santigold                | "Freak Like Me" "This Isn't Our Parade" "Never Enough"                                                                          | Downtown/Atlantic     | Productor y coescritor                       |
| Santigold                | "Look at These Hoes" | Downtown/Atlantic     | Producción adicional                         |
| Rihanna                  | "You Da One" | Island Def Jam        | Coescritor                                   |
| Lissy Trullie            | Lissy Trullie | Downtown/Wichita      | Productor y coescritor                       |
| Theophilus London        | "Last Name London" y "Love Is Real"                                                                                             | Reprise               | Productor y coescritor                       |
| Natasha Bedingfield      | "Run Run Run" y "Little Too Much"                                                                                               | Domino                | Coproductor y mezclador                      |
| Shakira                  | "Devocion" y "Waka Waka (This Time For Africa)"                                                                                 | Epic                  | Productor, coescritor y coproductor          |
| Shakira                  | ""Gordita" y "Tu Boca" | Epic                  | Producción adicional                         |
| Portugal. The Man        | In the Mountain in the Cloud | Atlantic              | Productor                                    |
| MIA                      | Vicki Leekx | N.E.E.T. Recordings   | Productor y coescritor                       |
| Devo                     | "Don't Shoot" y "Fresh" | Warner Brothers       | Productor                                    |
| Christina Aguilera       | "Bionic", "Elastic Love", "Monday Morning" y "Bobblehead"                                                                       | Sony                  | Productor y coescritor                       |
| Crookers feat. Yelle     | "Cooler Couleur" | Lektroluv             | Coroductor y coescritor                      |
| Tinie Tempah             | "Illusion" | EMI                   | Productor y coescritor                       |
| MIA                      | "Born Free", "Lovealot" y "Teqkilla"                                                                                            | XL/Interscope         | Productor y coescritor                       |
| Amazing Baby             | "Bayonet" | Shangri La            | Productor                                    |
| Shakira                  | "She Wolf", "Men in This Town", "Loba", "Mon Armour" y "Gordita"                                                                | Epic                  | Productor y coescritor                       |
| Shakira                  | "Long Time", "Spy", "Good Stuff" y "Why Wait"                                                                                   | Epic                  | Producción adicional                         |
| Jay-Z feat. Santigold    | "Brooklyn Go Hard" | Bad Boy               | Coescritor                                   |
| Kings of Leon            | "Knocked Up (Lykke Li/John Hill Remix)"                                                                                         | RCA                   | Productor e ingeniero                        |
| Primary 1                | "In the Midde" | Atlantic              | Productor, mezclador, ingeniero y coescritor |
| Amanda Blank             | "A Love Song" | Downtown              | Coescritor                                   |
| Lykke Li                 | "Breaking It Up (John Hill Remix)"                                                                                              | Atlantic              | Productor, ingeniero y coescritor            |
| Santigold                | "L.E.S. Artistes", "You'll FInd a Way", "My Superman", "Lights Out", "Starstruck", "I'm a Lady", "Anne", "Shove It" y "Say Aha" | Downtown/Atlantic     | Productor, mezclador, ingeniero y coescritor |
| Santigold                | "Unstoppable" | Downtown              | Productor                                    |
| Shitake Monkey           | Street Beef | Outlook               | Productor, escritor, mezclador e ingeniero   |
| Elkland                  | Golden | Sony                  | Productor, mezclador e ingeniero             |
| Dr. Israel and Seven     | Fiction | Dougl                 | Productor, escritor, mezclador e ingeniero   |
| Wu Tang                  | "JahWord" | Sony                  | Mezclador                                    |
| Nas                      | Street Disciple | Columbia              | Mezclador                                    |
| Charli XCX               | "Babygirl" del mixtape Number 1 Angel                                                                                           | Asylum                | Productor y mezclador                        |